# Sigrid Valdis
Sigrid Valdis (21 de septiembre de 1935 - 14 de octubre de 2007) fue una actriz estadounidense. 

## Primeros años y carrera
Su verdadero nombre era Patricia Annette Olson, y nació en Bakersfield (California). Criada en Westwood (California), siendo adolescente encontró trabajo como modelo, trabajando para Bullock's y para otros grandes almacenes. Tras graduarse en la Marymount High School, viajó a Europa y después a la ciudad de Nueva York, donde siguió trabajando de modelo y estudiando interpretación con Stella Adler.
Valdis empezó a actuar a finales de la década de 1950. Hizo pequeños papeles en largometrajes y fue artista invitada en varias producciones televisivas, entre ellas The Wild Wild West y Kraft Television Theatre, hasta que consiguió el papel de Hilda, la secretaria del Coronel Klink en la comedia Hogan's Heroes.

## Vida personal
Valdis se casó dos veces. Su primer matrimonio fue con el empresario del sector de la moda George Gilbert Ateyeh, con quien tuvo una hija, Melissa. Ateyeh falleció en 1967.
Valdis se casó de nuevo el 16 de octubre de 1970, con la estrella de la serie Hogan's Heroes Bob Crane. La boda tuvo lugar en el plató del programa. Tras nacer su hijo Robert Scott en 1971, Valdis se retiró de la actuación. También adoptaron una niña, Ana Marie. Tras el asesinato de Crane en 1978, Valdis abandonó la zona de Los Ángeles en la que vivía.
En 1980 se mudó a Seattle, donde en 1998 entró a formar parte del reparto del show radiofónico semanal de humor de su hijo, Shaken, Not Stirred. En 2004 volvió a su antiguo hogar en Westwood.
Sigrid Valdis falleció en 2007 a causa de un cáncer de pulmón en Anaheim, California. Tenía 72 años de edad. Fue enterrada en el Cementerio Westwood Village Memorial Park de Westwood.
Fue cuñada del actor Eric Braeden, al casarse éste con su hermana Dale Gudegast.

## Filmografía
| Film       | Film                    | Film           | Film          |
| Año        | Film                    | Papel          | Observaciones |
| ---------- | ----------------------- | -------------- | ------------- |
| 1957       | The Venetian Affair     |                | Sin créditos  |
| 1962       | Two Tickets to Paris    | Joven          | Sin créditos  |
| 1965       | Divorcio a la americana | Kitty          |               |
| 1966       | Our Man Flint           | Anna           |               |
| Televisión |                         |                |               |
| Año        | Título                  | Papel          | Observaciones |
| 1964       | Kraft Suspense Theatre  | Ruby           | 1 episodio    |
| 1965       | The Wild Wild West      | Miss Piecemeal | 2 episodios   |
| 1966-1971  | Hogan's Heroes          | Hilda          | 43 episodios  |